# Cellule de Downey
Les cellules de Downey sont des lymphocytes T cytotoxiques activés atypiques, observés en particulier dans les infections au virus d'Epstein-Barr ou celles au cytomegalovirus. Le nom de Downey a été donné d'après Hal Downey qui contribua à leur caractérisation en 1923.